# Ti sento (programma televisivo)
Ti sento è stato un programma televisivo italiano andato in onda dal 19 gennaio 2021 al 31 maggio 2022 su Rai 2 in seconda serata con la conduzione di Pierluigi Diaco e scritto dallo stesso Diaco, Filippo Mauceri e Maurizio Gianotti, già autori di Io e te. Partecipava al programma anche l'illustratore Gek Tessaro che, disegnando sull'acqua, riempie i video-wall dello studio, il foyer del Teatro delle Vittorie di Roma.
Filo conduttore delle interviste erano i suoni, con cui il conduttore cercava di entrare nel mondo interiore degli ospiti.

## Edizioni
| Edizione | Conduzione      | Periodo           | Periodo         | Puntate | Rete  | Sede                         |
| Edizione | Conduzione      | Inizio            | Fine            | Puntate | Rete  | Sede                         |
| -------- | --------------- | ----------------- | --------------- | ------- | ----- | ---------------------------- |
| 1ª       | Pierluigi Diaco | 19 gennaio 2021   | 9 marzo 2021    | 7       | Rai 2 | Teatro delle Vittorie (Roma) |
| 2ª       | Pierluigi Diaco | 14 settembre 2021 | 2 novembre 2021 | 8       | Rai 2 | Teatro delle Vittorie (Roma) |
| 3ª       | Pierluigi Diaco | 12 aprile 2022    | 31 maggio 2022  | 8       | Rai 2 | Teatro delle Vittorie (Roma) |

## Spin-off- Versione radiofonica
Dal 28 giugno 2021, dato il successo della trasmissione televisiva, il programma ha anche una versione radiofonica in onda su Rai Radio 2 dal lunedì al venerdì dalle 20 alle 21.
| 1ª | Pierluigi Diaco | 28 giugno 2021    | 30 luglio 2021 | 25  | Rai Radio 2 | Sala C del Centro di Produzione Rai di Via Asiago in Roma |
| 2ª | Pierluigi Diaco | 13 settembre 2021 | 1º luglio 2022 | 192 | Rai Radio 2 | Sala C del Centro di Produzione Rai di Via Asiago in Roma |
| 3ª | Pierluigi Diaco | 12 settembre 2022 | 23 giugno 2023 | 179 | Rai Radio 2 | Sala C del Centro di Produzione Rai di Via Asiago in Roma |
| 4ª | Pierluigi Diaco | 11 settembre 2023 | 28 giugno 2024 | 182 | Rai Radio 2 | Sala C del Centro di Produzione Rai di Via Asiago in Roma |
| 5ª | Pierluigi Diaco | 16 settembre 2024 | 26 giugno 2025 | 155 | Rai Radio 2 | Sala C del Centro di Produzione Rai di Via Asiago in Roma |